# Gmina związkowa Westerburg
Gmina związkowa Westerburg (niem. Verbandsgemeinde Westerburg) – gmina związkowa w Niemczech, w kraju związkowym Nadrenia-Palatynat, w powiecie Westerwald. Siedziba gminy związkowej znajduje się w mieście Westerburg.

## Podział administracyjny
Gmina związkowa zrzesza 24 gminy, w tym jedną gminę miejską (Stadt) oraz 23 gminy wiejskie:
1. Ailertchen
2. Bellingen
3. Berzhahn
4. Brandscheid
5. Enspel
6. Gemünden
7. Girkenroth
8. Guckheim
9. Härtlingen
10. Halbs
11. Hergenroth
12. Höhn
13. Kaden
14. Kölbingen
15. Langenhahn
16. Pottum
17. Rotenhain
18. Rothenbach
19. Stahlhofen am Wiesensee
20. Stockum-Püschen
21. Weltersburg
22. Westerburg
23. Willmenrod
24. Winnen